# Ammasso della Vergine

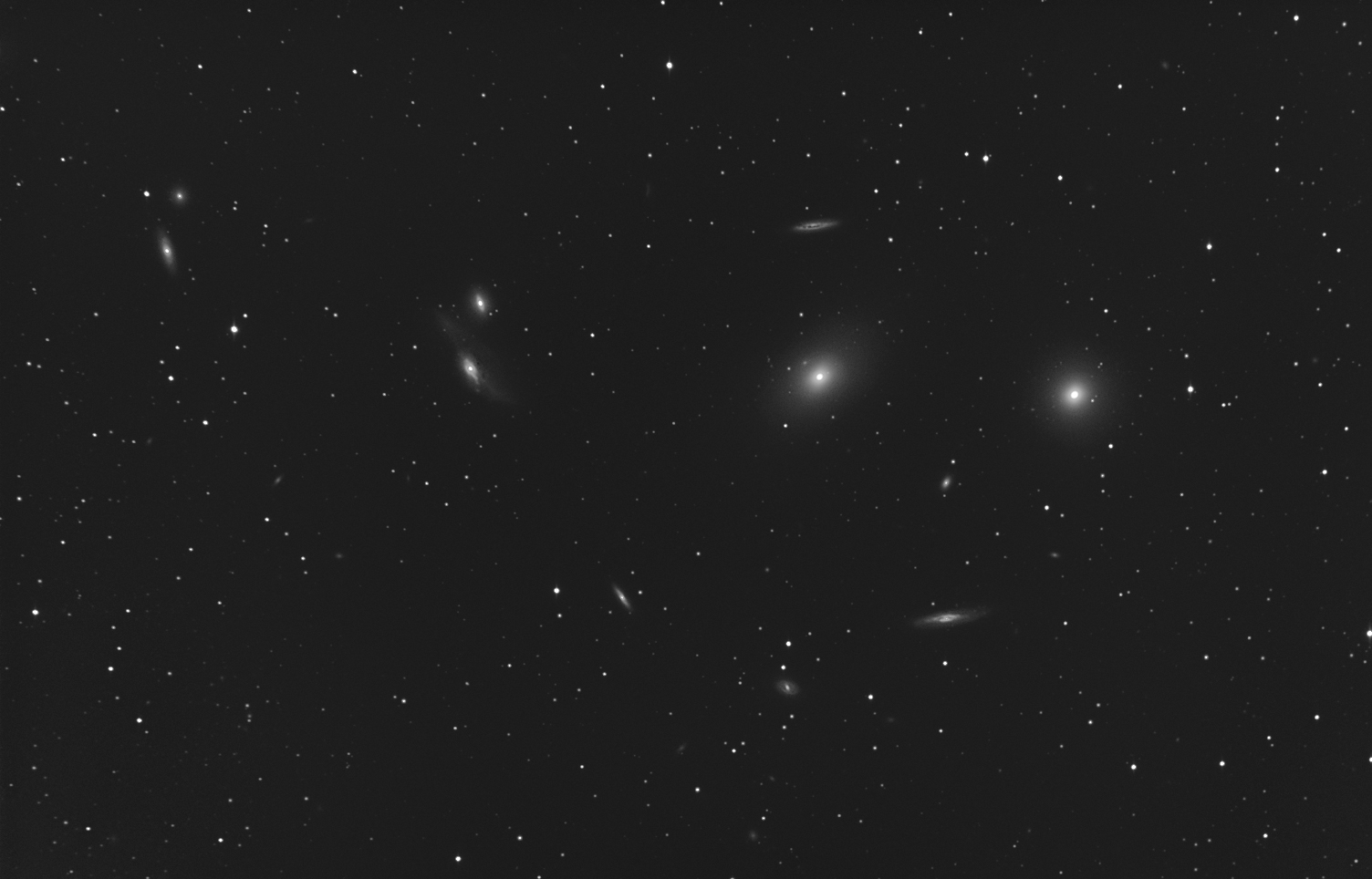
Il centro dell'ammasso della Vergine, immagine originale senza i nomi delle galassie

L'Ammasso della Vergine è il più ricco ammasso di galassie tra quelli più vicini al nostro Gruppo Locale. Con una distanza di 60 milioni di anni luce, molte delle sue galassie sono visibili con piccoli telescopi.

## Caratteristiche
Si tratta di un tipico ricco ammasso di galassie, con circa 1500 membri. La sua grande massa è causa delle grandi velocità peculiari di molte delle sue galassie, a volte fino a 1.600 km/s (rispetto al centro dell'ammasso). Per confronto, lo spostamento verso il rosso dell'ammasso corrisponde ad una velocità di soli 1.100 km/s.
L'Ammasso della Vergine è il membro più massiccio del Superammasso della Vergine, e i suoi effetti gravitazionali si fanno sentire rallentando e attirando le galassie vicine. Per esempio, il nostro Gruppo Locale di galassie si sta avvicinando all'Ammasso della Vergine ad una velocità di 200 km/s.
La galassia gigante M87 è il membro dominante di questo gruppo.
Il 1º marzo 2007, l'astronomo giapponese Kōichi Itagaki ha individuato la supernova SN 2007af. La supernova è stata individuata nella galassia NGC 5584 e la luminosità è progressivamente aumentata fino a diventare visibile anche a molti telescopi amatoriali.

## Mezzo intergalattico
Come in altri ammassi ricchi di galassie, il mezzo intergalattico dell'ammasso della Vergine è pieno di un plasma a temperature molto elevate (milioni di kelvin), rilevabili attraverso l'emissione di raggi X, ed un numero relativamente elevato di stelle intergalattiche (circa il 10% della massa totale in stelle dell'ammasso), tra cui un certo numero di nebulose planetarie, che si pensa siano state espulse dalle loro galassie a causa delle interazioni gravitazionali con altre galassie. Sono presenti anche regioni di formazione stellare, e, anche se le prove furono inizialmente controverse, ammassi globulari, forse strappati per lo più da galassie nane.